# Smetí dovnitř, smetí ven
Smetí dovnitř, smetí ven je v informatice koncept, podle kterého chybná nebo nesmyslná vstupní data (odpadky) produkují chybný, nesmyslný a bezcenný výstup.
Princip platí také obecněji pro veškerou analýzu a logiku v tom smyslu, že argumenty jsou nespolehlivé, pokud jsou jejich premisy chybné.

## Označení
Pojmenování konceptu je proměnlivé. V angličtině se používá „garbage in, garbage out“, zkráceně GIGO, alternativně též „rubbish in, rubbish out“, RIRO, které je do češtiny převáděno jako „smetí dovnitř, smetí ven“, popř. „odpadky dovnitř, odpadky ven“. Užívá se i vulgární verze „shit in, shit out“.
Termín mohl být odvozen z anglického „last-in, first-out“ (LIFO) nebo „first-in, first-out“ (FIFO).

## Historie
Koncept byl populární v počátcích výpočetní techniky, ale ještě více se uplatňuje v současnosti, kdy výkonné počítače mohou v krátkém čase produkovat velké množství chybných dat nebo informací. První použití tohoto výrazu se datuje do 10. listopadu 1957, kdy byl v novinách zveřejněn článek o matematicích americké armády a jejich práci s prvními počítači, v němž armádní specialista William D. Mellin vysvětloval, že počítače nemohou myslet samy za sebe a že „nedbale naprogramované“ vstupy nevyhnutelně vedou k nesprávným výstupům. Základní princip zaznamenal vynálezce první konstrukce programovatelného výpočetního zařízení:
| „                                            | Při dvou příležitostech jsem byl dotázán: "Prosím vás, pane Babbage, když do stroje vložíte špatná čísla, vyjdou z něj správné odpovědi?" ... Nejsem schopen správně pochopit druh zmatení myšlenek, které by mohlo takovou otázku vyvolat. | “ |
| — Charles Babbage, Úryvky ze života filosofa | |   |

K podobnému závěru došel nedávno i britský úřad Marine Accident Investigation Branch (Oddělení pro vyšetřování námořních nehod):
| „                                                                                   | Nakládací počítač je účinným a užitečným nástrojem pro bezpečný provoz lodi. Jeho výstupy však mohou být pouze tak přesné, jak přesné jsou informace, které jsou do něj zadávány. | “ |
| — MAIB, SAFETY FLYER Hoegh Osaka: Listing, flooding and grounding on 3 January 2015 | |   |

S rostoucím podílem počítačově zpracovaných analýz roste nutnost slepého spoléhání na takové analýzy:
| „                                                                     | Osoby s rozhodovací pravomocí se stále častěji setkávají s počítačově generovanými informacemi a analýzami, které nebylo možné shromáždit a analyzovat jiným způsobem. Právě z tohoto důvodu není možné prozkoumat pozadí přípravy výstupu, i když má člověk k podezření dobrý důvod. Počítačová analýza se zkrátka stává důvěryhodným referenčním bodem, i když je založena na špatných údajích. | “ |
| — D. T. Brooks, B. Becker a J. R. Marlatt v knize Computers & The Law | |   |

## Použití
Frázi lze použít jako vysvětlení špatné kvality digitalizovaného zvukového nebo obrazového souboru. Ačkoli digitalizace může být prvním krokem k vyčištění signálu, sama o sobě kvalitu nezlepší. Vady původního analogového signálu budou věrně zaznamenány, ale mohou být identifikovány a odstraněny v dalším kroku digitálním zpracováním signálu.
Termín GIGO se běžně používá k popisu selhání lidského rozhodování v důsledku chybných, neúplných nebo nepřesných údajů. Tento druh problémů předcházel éře počítačů, ale termín je možné použít i pro něj.
GIGO byl název programu brány Usenetu do sítě FidoNet, MAUSnet.